# Pagana maculosa
Pagana maculosa är en kräftdjursart som beskrevs av Gustav Budde-Lund1908. Pagana maculosa ingår i släktet Pagana och familjen Trachelipodidae. Inga underarter finns listade i Catalogue of Life.